# 史向生
史向生（1912年—2002年11月8日），曾用名史铸九，祖籍河南省濮阳甘露集，河南济源人，中华人民共和国政治人物，曾任河南省人民政府副主席，河南省人民委员会副省长，中华人民共和国水利部副部长。

## 生平
幼年入村塾。1931年考入济源县初级师范。1933年春考入开封国学专修馆，1935年毕业后，参加抗日救亡活动。1937年6月参加中华民族解放先锋队，1937年9月加入中国共产党。
抗日战争时期，1937年11月任济源县委组织部长兼杜八联区委书记，后任济源县委书记、1938年10月任沁(阳）济(源）温(县）孟(县）中心县委组织部长。1939年后任中共山西沁水县委书记、晋城县委书记和晋(城）沁(水）阳(城）三县工委会书记。1940年5月太南地委副书记、后兼组织部部长，1941年任太行区五地委宣传部长、组织部长。1943年任豫北工委会委员兼中共林县县委书记。1944年9月，随皮定钧的八路军豫西抗日先遣队南渡黄河，开辟豫西抗日根据地。
抗日战争胜利后，随军南下，任中原军区第一纵队干部教导团政委。1946年4月奉中原局命令同其他人一起带领一千多名伤病员、家属，通过平汉路返回晋冀鲁豫解放区。后任中共太岳区四地委常委，并到晋冀鲁豫中央局党校学习。1947年9月，随陈(赓)谢(富治)兵团第二次南渡黄河进入豫西，任第三（驻栾川，伏牛山）地委书记兼军分区政委，1948年秋任豫西区党委秘书长兼政策研究室主任。1949年3月起，在河南省工作，历任省委秘书长兼政策研究室主任，1952年陕州地委书记、洛阳地委书记，1952年10月省委常委兼省委农村工作部部长兼省人民政府农委主任，1954年9月省委副书记，省委书记处书记，副省长兼农委主任等职。1962年8月入中共中央高级党校学习。1964年秋到陕西省西乡县李家沟大队任“四清”工作组组长。
1965年8月调任北京农业大学党委常务副书记和常务副校长。1970年调农林部工作。1978年任中国农业科学院党委第一副书记、第二副院长。1979年任水利部副部长、党组成员。1983年12月离职休养，部长级待遇。